# Robert Baden-Powell

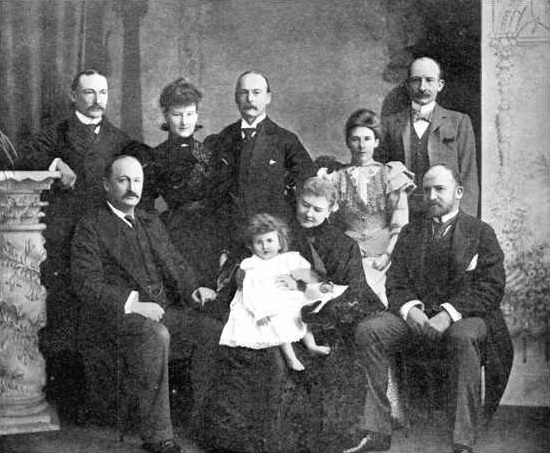
Rodzina Roberta Baden-Powella

Robert Stephenson Smyth Baden-Powell, Lord Baden-Powell (wym. /ˈbeɪdən ˈpoʊ.əl/), znany również jako B-P (ur. 22 lutego 1857 w Londynie, zm. 8 stycznia 1941 w Nyeri w Kenii) – brytyjski wojskowy, generał porucznik, pisarz, twórca i założyciel skautingu.
Po ukończeniu edukacji w Charterhouse School, Baden-Powell służył w armii brytyjskiej od 1876 do 1910 w Indiach i Afryce. W 1899, w czasie II wojny burskiej w Afryce Południowej, dowodził obroną miasta Mafeking. Kilka jego książek wojskowych, napisanych dla rozpoznania wojskowego i szkolenia wywiadowców, było również czytanych przez chłopców. Zainspirowany tym zjawiskiem, napisał książkę Scouting for Boys, opublikowaną w 1908, przeznaczoną dla młodych czytelników. Podczas pisania, wypróbowywał swoje pomysły podczas obozu na wyspie Brownsea w sierpniu 1907. Uczestników znalazł wśród lokalnych Boys’ Brigade oraz synów jego przyjaciół. Obecnie jest to postrzegane jako początek skautingu.
Baden-Powell spędził ostatnie lata w Nyeri w Kenii, gdzie zmarł i został pochowany w 1941.

## Życiorys

### Dzieciństwo i młodość
Urodził się na Paddingtonie, dzielnicy Londynu. Jego rodzina mieszkała w domu o adresie 6 Stanhope Street (obecnie 11 Stanhope Terrace). Był synem duchownego anglikańskiego i profesora geometrii na Uniwersytecie Oksfordzkim Badena Powella oraz wnuczki admirała Williama Henryego Smytha, Henrietty Grace Smyth  .
Para ta zawarła małżeństwo 10 marca 1846 w kościele St Luke’s na Chelsea . Było to trzecie małżeństwo ojca z którego to związku urodziło się 10- dzieci: Warington (wczesny 1847), George (późny 1847), Augustus (1849), Francis (1850), Robert (1857), Agnes (1858) oraz Baden (1860) . Troje dzieci, które urodziły się po narodzinach Francisa, a przed narodzinami Roberta, zmarło niedługo po urodzeniu. Troje najmłodszych dzieci oraz często chorujący Augustus zostało bliskimi przyjaciółmi .
Ojciec Roberta zmarł w 1860. Rodzeństwo było wychowywane przez matkę, kobietę o silnym charakterze, która przywiązywała dużą wagę do wychowywania dzieci. Robert w 1933 powiedział o niej The whole secret of my getting on, lay with my mother .
Gdy Baden-Powell (zwany przez rodzinę Stevie) miał dziewięć lat, matka posłała go do krewnych, do posiadłości rodowej ojca w hrabstwie Kent, aby tam zgodnie ze zwyczajem Baden-Powellów, uczył się czytać, pisać i liczyć w sąsiednim probostwie . Jego wychowawcą był blisko 70-letni, raczej niefrasobliwy, pastor Allfrey . Robert Baden-Powell grał na pianinie i skrzypcach. Uwielbiał aktorstwo .
Podczas wakacji przyłączył się do trojga starszych braci, Franka (1850–1931), George’a (1847–1898) i Warringtona (1847–1921) . Razem odbyli podróż łodzią do letniego domu Baden-Powellów w pobliżu Llandogo nad rzeką Wye, 250 km na północny zachód od Londynu . Rok później, w 1867, bracia nabyli i wyremontowali kuter rybacki, którym pływali wzdłuż wybrzeża . Następnie Warrington zakupił żaglowiec „Koh-i-noor”, nadający się do dłuższych rejsów .

### Wykształcenie
Po ukończeniu Rose Hill School w Tunbridge Wells, Robert chcąc dostać się do college’u bez protekcji, zdał do Feetes College w Edynburgu . Jednak zanim to nastąpiło, zmarł jego ulubiony brat – Augustus. Mimo zdania egzaminu, przeniósł się do Charterhouse College w hrabstwie Surrey . Tam zdobył nowe przezwisko B-P . Wokół wiejskiej szkoły rozciągał się obszerny Hyde Park, który Powell znał doskonale . Podczas rozmaitych zabaw uczył kolegów podchodów, tropienia, zacierania śladów i obserwacji . Udało mu się przekonać do siebie rówieśników . Po sześciu latach zdał egzamin końcowy i starał się o przyjęcie do Royal Military Academy Sandhurst, cenionej akademii wojskowej  . Mimo iż egzaminy były bardzo trudne, wśród 717 kandydatów zajął 2 lokatę . Zgodnie z tradycją, najlepsi mogli wybrać rodzaj wojska  . Powell wybrał kawalerię i przydzielono go do 13 pułku huzarów, który stacjonował w Lakhnau w Indiach .

### Służba wojskowa
W latach 1876–1910 działał w czynnej służbie wojskowej w Anglii, Indiach, Afganistanie i Afryce Południowej. Odnosił także sukcesy dziennikarskie, literackie i plastyczne. Pracował również w brytyjskim wywiadzie w wielu krajach Europy.

#### Indie
6 grudnia 1871 na statku „Serapis” przybił do brzegów Indii w Bombaju. Uczestniczył tam w kursie oficerskim, jednak w jego opinii wiadomości z zakresu zwiadu były słabo wykładane. Dlatego postanowił obserwować hinduskich myśliwych, od których nauczył się języka hindi.
Robert Baden-Powell zdobył wiele cennych umiejętności wojennych podczas rozpoznania wojskowego wśród Zulusów na początku 1880 w prowincji Natal Republiki Południowej Afryki, gdzie został wysłany jego pułk. Jego przełożeni byli pod wrażeniem jego umiejętności, za co został wyróżniony tytułem starszego adiutanta dowódcy naczelnego i gubernatora Malty .
Wolny czas spędzał z dziećmi, organizując dla nich zabawy i gry, a także rysując dla angielskiego pisma „Graphic”. Kurs ukończył z bardzo dobrym wynikiem i w nagrodę uzyskał stopień porucznika przed terminem. Dołączył do 13 pułku huzarów.
Rozpoczął szkolenie rekrutów, podczas którego stosował nowe, własne metody szkolenia żołnierzy, w których znaczną uwagę przywiązywał do indywidualnego szkolenia, wyrabiania samodzielności i zaradności. Wykorzystał również system małych grup.
Dla zniechęconych i znudzonych żołnierzy brytyjskich organizował trupę aktorską, wystawiając z nimi, z powodzeniem, sztukę „Piraci z Penzance”. W trakcie odwrotu z Afganistanu został postrzelony w prawą nogę. Rana okazała się niegroźna i już kilka tygodniu później brał udział w manewrach. Szkolił małą grupę zwiadowców – skautów, dzięki której po sześciu dniach manewrów brał do niewoli wszystkie wojska przeciwnika bez jednego wystrzału.
W trakcie tego okresu wyjechał na 3 dni do Kotoru, aby tam pod pozorem zbierania motyli działać jako szpieg. Zbierał plany militarnych instalacji, ukrywając je w rysunkach skrzydeł motyli .
W tym samym czasie opublikował książkę „Służba rozpoznania i łączności”, która została rozesłana do wszystkich garnizonów jako podręcznik. Pod koniec 1884 wyjechał do Port Natal w Afryce Południowej.

#### Afryka

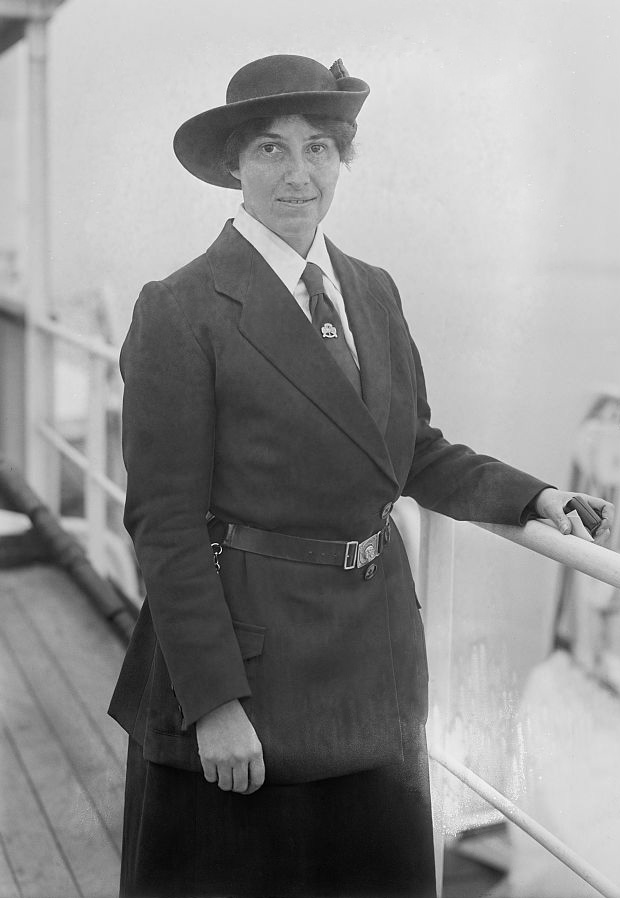
Olave Baden-Powell

W Afryce głównym zadaniem Powella było zbadanie Gór Smoczych, odszukanie przesmyków, przełęczy, kryjówek itp. oraz naszkicowanie mapy tych terenów. W 1887 został mianowany kapitanem oraz uczestniczył w wyprawie przeciwko wodzowi Dinizulu, którą prowadzi generał Henry Smyth – wuj Roberta. Sformował mały oddział zwiadowców, którego zadaniem było przeszukanie Gór Smoczych oraz odnalezienie oddziałów zuluskiego wodza.
W tej wyprawie sprawdził się system skautowy. Dzięki temu, iż wódz został odnaleziony i pojmany bez rozlewu krwi, Baden-Powell został awansowany na majora. W 1890 wraz z wujem udał się na Maltę, a stamtąd do Europy, gdzie został brytyjskim szpiegiem.
Trzy lata później, na własny wniosek został zwolniony ze służby i przeniesiony z powrotem do Afryki. Tam zostało mu przydzielone zadanie aresztowania Prempeha, wodza plemienia Aszanti. W 1896 udało mu się otoczyć Prempeha i wziąć do niewoli. Za ten wyczyn otrzymał awans na pułkownika, zaś Prempeh kilkanaście lat później został założycielem i przewodniczącym organizacji młodych skautów w Ghanie.
Następnie wyjechał do Bulawayo w górach Matopa. Podczas walk w górach Matabele członkowie plemienia, z którym walczył, nadali mu przydomek „Impeesa” co znaczy wilk, który nigdy nie śpi.
W 1896 Baden-Powell został oskarżony o nielegalne wydanie wyroku śmierci na szefa plemienia Matabele, Uwini. Obiecano mu, że jego życie będzie oszczędzone, jeżeli się podda. Został jednak rozstrzelany przez pluton egzekucyjny na podstawie instrukcji Baden-Powella, który był potem rozliczany przez śledczych  .
W tym samym roku Robert Baden-Powell opuścił Afrykę.

#### Walka przeciw Burom
W wojnie przeciwko Burom wsławił się obroną miasta Mafeking (1899–1900), obleganego przez ponad 7 miesięcy przez Burów, gdzie utworzono oddział chłopców do służby pomocniczej (łącznikowej, wartowniczej). Próba ta uświadomiła mu możliwość powierzenia młodym chłopcom odpowiedzialnych zadań pod warunkiem poważnego ich traktowania.

### Skauting

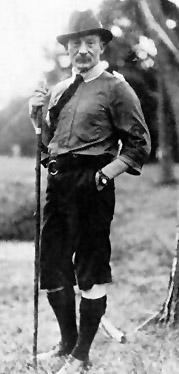
Robert Baden-Powell podczas pierwszego obozu skautowego na wyspie Brownsea

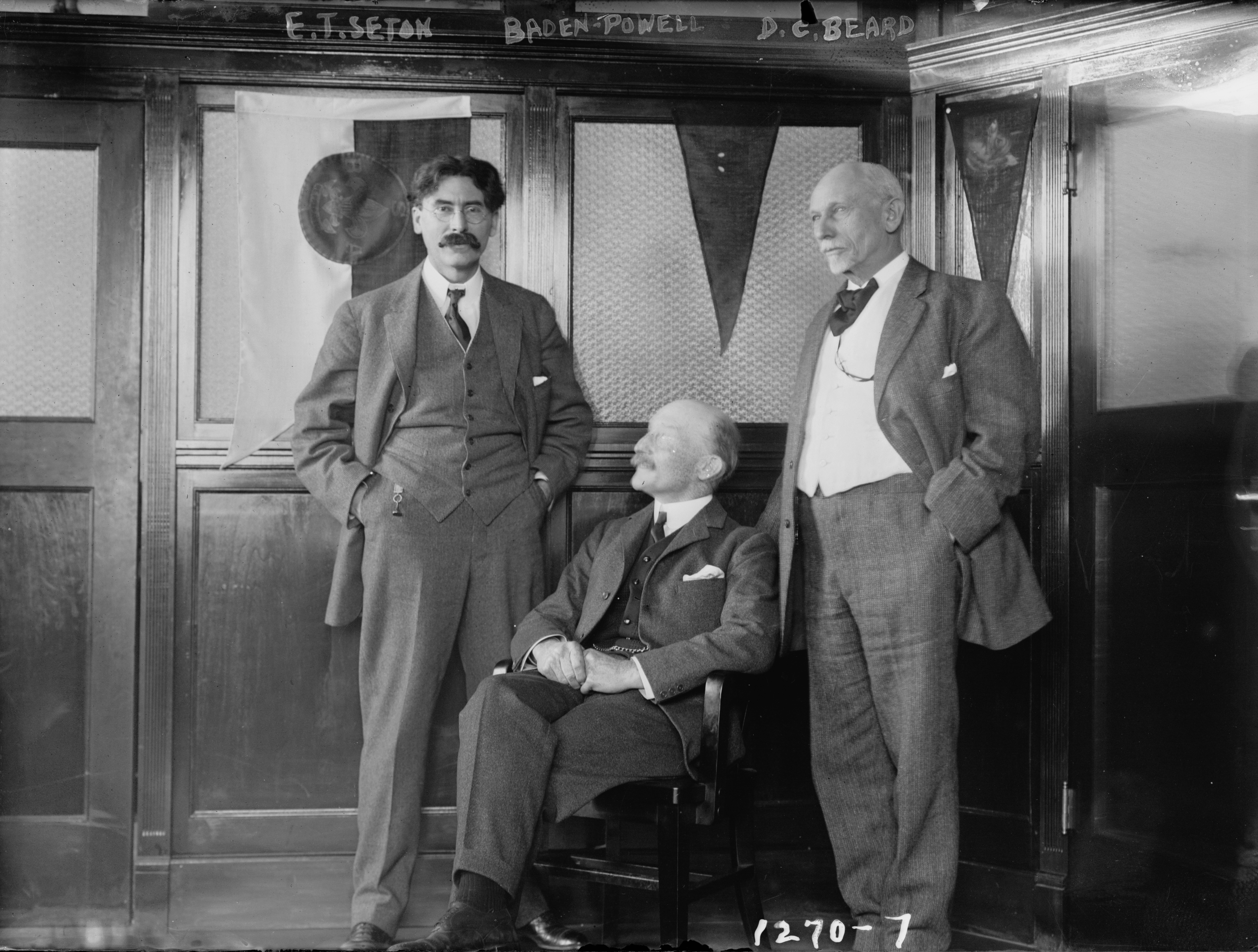
Trzech pionierów scoutingu: Ernest T. Seton (po lewej), Robert Baden-Powell oraz Dan Beard (po prawej)

Baden–Powell uważany był za dobrego zwiadowcę, jednak to właśnie w trakcie walk w Matabo Hill spotkał pewnego Amerykanina w służbie brytyjskiej. Frederick Russell Burnham doświadczenie zwiadowcy zdobywał w trakcie walk z Indianami. Dzięki amerykańskiemu instruktorowi Baden-Powell zetknął się z woodcraftem oraz legendą Dzikiego Zachodu, które potem zaadaptował w skautingu (stąd scoutcraft).
Po powrocie do Wielkiej Brytanii w 1902 stwierdził, że jego książka Aids to scouting (Wskazówki do wywiadów) przeznaczona dla żołnierzy zainteresowała organizacje młodzieżowe. W 1903 został generalnym inspektorem kawalerii brytyjskiej. W celu lepszego dostosowania myśli zawartych w tej pracy do poziomu dzieci i młodzieży zorganizował w 1907 obóz doświadczalny dla chłopców na wyspie Brownsea, gdzie wypróbował swoje metody, m.in. wprowadzenie systemu zastępowego, wynikłego z obserwacji rodzin wielodzietnych, gdzie starszy brat opiekował się skutecznie grupą młodszego rodzeństwa. Wtedy poświęcił się wychowaniu młodzieży, mającemu na celu wyrwanie młodych chłopców z zadymionych, uprzemysłowionych miast, bezpośrednie zetknięcie z przyrodą, a przez to ich uzdrowienie psychiczne i moralne, wychowanie dobrych, patriotycznie nastawionych obywateli za pomocą przemyślanych gier z ukierunkowaną treścią.
W 1908 wydał podręcznik skautingu „Skauting dla chłopców”. Zainteresowanie z jakim spotkała się książka oraz sugestia króla Edwarda VII, spowodowała, iż Baden-Powell w 1910 zrezygnował ze służby wojskowej i całkowicie poświęcił się skautingowi . W tymże roku organizacja skautowa w Wielkiej Brytanii liczyła 100 tys. członków. Według Baden-Powella skauting powinien być szkołą wychowania obywatelskiego w kontakcie z przyrodą, powinien uzupełniać naturalne luki wychowania szkolnego przez rozwijanie charakteru, zdrowia i sprawności jednostki oraz jej wartości społecznej w codziennej służbie. Wskazując na źródła idei skautowej przyznawał, że zawarł w niej nie tylko własne pomysły, ale wzorował się także na zwyczajach różnych narodów i ludów jak Japończycy, Indianie. Wykorzystał koncepcje filozofów i uczonych, a nawet reguły średniowiecznych zakonów .
Ruch skautek – dziewcząt został założony w 1909. Robert Baden-Powell uważał, że ruch skautek powinien być prowadzony przez kobiety i dlatego w 1910 poprosił o pomoc swoją siostrę Agnes Baden-Powell.
W 1912 ożenił się z Olave St. Clair Soames, która dołączyła do pracy z jego siostrą Agnes.
W 1914, w chwili wybuchu I wojny światowej, Robert Baden-Powell oddał się do dyspozycji armii brytyjskiej. Komenda nie chciała jednak aby wrócił do czynnej służby wojskowej, bo jak powiedział Lord Kitchener – nie ma bardziej kompetentnej osoby do prowadzenia organizacji skautów . Krążą plotki, iż Baden-Powell był zaangażowany w szpiegostwo i oficerowie wywiadu zadbali, aby stworzyć taki mit.
Rozwój skautingu był zaskakujący. Już w 1922 liczba skautów przekroczyła 1 mln w 32 krajach, natomiast w 1939 było ich 3,3 mln . W 1920 na pierwszym Jamboree Robert Baden-Powell B-P został wybrany Naczelnym Skautem Świata. Olave Baden-Powell, również działaczka skautowa, została wybrana w 1930 Naczelną Skautką Świata. W 1929, podczas trzeciego światowego Jamboree, otrzymał w prezencie nowy samochód Rolls-Royce o mocy 20 koni mechanicznych (numer podwozia GVO-40, rejestracja OU 2938) . Służył mu w jego podróżach po całym świecie. Samochód, nazwany Roll Jam, został sprzedany po jego śmierci przez Olave Baden-Powell w 1945.
Po osiągnięciu wieku emerytalnego zajmował się organizowaniem i szkoleniem armii terytorialnej w Wielkiej Brytanii. Za pracę skautową otrzymał tytuł lorda – barona Gilwell, a w posiadłości Gilwell Park został zorganizowany międzynarodowy ośrodek skautowy. Baden-Powell był wyróżniony wieloma najwyższymi odznaczeniami brytyjskimi i innych krajów, w tym Krzyżem Komandorskim z Gwiazdą Orderu Odrodzenia Polski.
W 1939 wyjechał na leczenie do Kenii, gdzie zmarł 8 stycznia 1941. Uchodził za człowieka radosnego i z poczuciem humoru. W czasie II wojny światowej jego nazwisko naziści niemieccy umieścili na liście wrogów III Rzeszy tzw. Czarnej Księdze.
W sierpniu 1933 gościł w Gdyni, gdzie na Polance Redłowskiej spotkał się z harcerzami z całej Polski. W 2007 jego imieniem nazwano łódzki park.

## Odznaczenia i wyróżnienia
M.in.:
- Order Zasługi (1937, Wielka Brytania)
- Order Łaźni II i III kl. (1909 i 1900, Wielka Brytania)
- Order św. Michała i św. Jerzego I kl. (1927, Wielka Brytania)
- Order Królewski Wiktoriański I i II kl. (1923 i 1909, Wielka Brytania)
- Kawaler Łaski Orderu św. Jana z Jerozolimy (1912, Wielka Brytania)

- Gwiazda Ashanti (1895, Wielka Brytania)
- Medal Kampanii Matabele (1896, Wielka Brytania)
- Medal Królowej Afryki Południowej (1899, Wielka Brytania)
- Medal Króla Afryki Południowej (1902, Wielka Brytania)

- Medal Koronacyjny Króla Jerzego V (1911, Wielka Brytania)
- Medal Srebrnego Jubileuszu Króla Jerzego V (1935, Wielka Brytania)
- Medal Koronacyjny Króla Jerzego VI (1937, Wielka Brytania)

- Krzyż Orderu Zasługi (1910, Chile)
- Krzyż Wielki Orderu Alfonsa XII (1919, Hiszpania)
- Komandor Orderu Chrystusa (1919, Portugalia)
- Wielki Komandor Orderu Zbawiciela (1920, Grecja)
- Krzyż Wielki Orderu Dannebroga (1921, Dania)
- Komandor Orderu Korony (1921, Belgia)
- Komandor Orderu Legii Honorowej (1922, Francja)
- Krzyż Komandorski z Gwiazdą Orderu Odrodzenia (1927, Polska)[12]
- Order Króla Amanullaha (1928, Afganistan)
- Krzyż Wielki Orderu Zasługi (1929, Węgry)
- Krzyż Wielki Orderu Lwa Białego (1929, Czechosłowacja)
- Krzyż Wielki Orderu Feniksa (1929, Grecja)
- Krzyż Wielki I Klasy Odznaki Honorowej za Zasługi (1931, Austria)
- Krzyż Wielki Orderu Wielkiego Księcia Giedymina (1932, Litwa)
- Krzyż Wielki Orderu Oranje-Nassau (1932, Holandia)
- Krzyż Wielki Orderu Korony Dębowej (1932, Luksemburg)
- Krzyż Wielki Orderu Miecza (1933, Szwecja)
- Krzyż Wielki Orderu Trzech Gwiazd (1933, Łotwa)
- Krzyż Wielki Orderu Czerwonego Krzyża (1933, Estonia)
- Wielki Oficer Orderu Legii Honorowej (1936, Francja)

- Bronze Wolf Award (1935, Światowa Organizacja Ruchu Skautowego)
- Silver Wolf Award (Brytyjska Organizacja Skautingu)
- Silver Buffalo Award (1926, Amerykańska Organizacja Skautingu)

Robert Baden-Powell był również wielokrotnie nominowany do Pokojowej Nagrody Nobla, w tym 10 razy (niezależnie) w 1928.

## Publikacje[13]

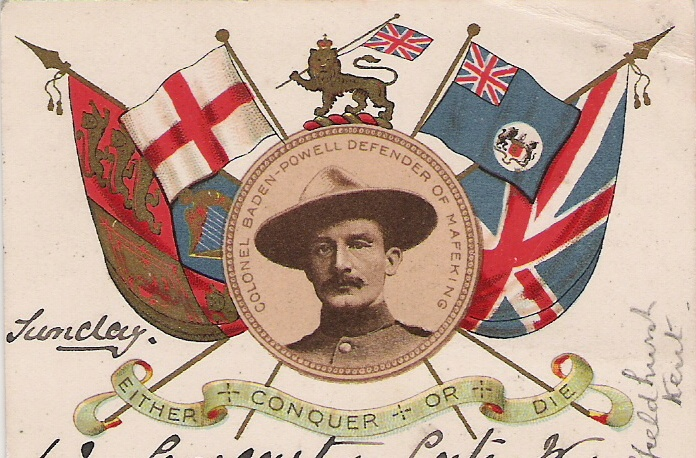
Baden-Powell na pocztówce w 1900

- Reconnaissance and Scouting (1884)
- Cavalry Instruction (1885)
- Pigsticking or Hoghunting (1889)
- The Downfall of Prempeh (1896)
- The Matabele Campaign (1897)
- Aids to Scouting for N.C.O.s and Men (Wskazówki do wywiadów, 1899)
- Sport in War (1900)
- Notes and Instructions for the South African Constabulary (1901)
- Sketches in Mafeking and East Africa (1907)
- Scouting for Boys, in six parts (Skauting dla chłopców, 1908)
- Yarns for Boy Scouts (1909)
- Scouting Games (1910)
- Scouting for Boys, complete edition (1911)
- Handbook for Girl Guides (in collaboration with Agnes Baden-Powell) (1912)
- Boy Scouts Beyond the Seas (1913)
- Quick Training for War (1914)
- Indian Memories My Adventures as a Spy (1915)
- Young Knights of the Empire The Wolf Cub’s Handbook (1916)
- Girl Guiding (1918)
- Aids to Scoutmastership (Wskazówki dla skautmistrzów, 1919)
- What Scouts Can Do An Old Wolf’s Favourites (1921)
- Rovering to Success (1922)
- Scouting for Boys (Canadian edition: The Canadian Boy Scout) (1923)
- Re-issue: Pig-Sticking or Hog-Hunting – 1889 (1923)
- The Adventures of a Spy. Reissue of: Indian Memories My Adventures as a Spy – 1915 (1924)
- Life’s Snags and How to Meet Them (1927)
- Scouting and Youth Movements (1929)
- Scouting for Boys in India (Boys’ edition) (1932)
- Lessons from the Varsity of Life (1933)
- Adventures and Accidents (1934)
- Scouting Round the World (1935)
- Adventuring to Manhood (1936)
- African Adventures (1937)
- Birds and Beasts of Africa (1938)
- Paddle Your Own Canoe (1939)
- More Sketches of Kenya (1940)
- Scouting for Boys (Memorial edition) (1942)
- Aids to Scoutmastership (Definitive „World Brotherhood Edition,” edited by William Hillcourt) (1944)
- Scouting for Boys (Definitive „World Brotherhood Edition”, edited by William Hillcourt) (1946)

W 1951 wszystkie jego utwory zostały wycofane z polskich bibliotek oraz objęte cenzurą.